# اولترا فست اتک کرافت
اولترا فست اتک کرافت (به انگلیسی: Ultra Fast Attack Craft) یک کشتی است که طول آن 24.30 meters (on Series I and II) 24 meters (on Series III) می‌باشد.